# Emery N. Brown
Emery Neal Brown (* 1957 in Ocala, Florida) ist ein US-amerikanischer Anästhesist und Neurowissenschaftler (Neuroinformatik, Statistik).

## Leben
Brown wuchs in Ocala auf und besuchte die Phillips Exeter Academy. Er studierte am Harvard College mit dem Bachelor-Abschluss magna cum laude in angewandter Mathematik 1978. Danach studierte er Mathematik an der Universität Grenoble (Institut Fourier) und Statistik in Harvard (A. M. 1984), wandte sich dann aber der Medizin zu, die er ebenfalls in Harvard studierte. 1987 erhielt er seinen M.D. und 1988 promovierte er in Harvard in Statistik (Ph.D.). Seinen Arzt im Praktikum (Internship) absolvierte er bis 1989 am Brigham and Women’s Hospital in Boston und seine Facharztausbildung als Anästhesist bis 1992 am Massachusetts General Hospital (MGH), an dem er danach als Anästhesist war (mit gleichzeitiger Anstellung an der Harvard Medical School). 2005 wechselte er an das Massachusetts Institute of Technology (MIT). Er ist gleichzeitig Professor am MIT und an der Harvard Medical School. Er ist Associate Director des Institute for Medical Engineering and Science des MIT, Direktor des Neuroscience Statistics Research Laboratory des MIT und Direktor des Harvard-MIT Health Sciences and Technology Program. Brown ist Edward Hood Taplin Professor of Medical Engineering and of Computational Neuroscience am MIT und Warren M. Zapol Professor für Anästhesie an der Harvard Medical School. Außerdem ist er nach wie vor Anästhesist am MGH und Forscher am Picower Center for Learning and Memory des MIT.

## Werk
Er untersuchte die Codierung von Information in den Feuerraten von Neuronen im Gehirn, zum Beispiel die Darstellung räumlicher Information im Hippocampus und Änderungen der neuronalen Aktivität im Hippocampus beim prozeduralen Lernen. Er untersuchte die Perioden der inneren Uhr und deren Empfindlichkeit für Licht – wobei er zeigte, dass durch zeitlich genau abgestimmte grelle Lichtsignale und Dunkelphasen die Phase der inneren Uhr verschoben werden kann. Außerdem zeigte er, dass die Periode der inneren Uhr nahe bei 24 Stunden lag und nicht wie häufig berichtet bei 25. Er untersuchte, wie Gruppen von Motorneuronen die Bewegung darstellen, verbesserte die Signalverarbeitung bei funktioneller MRI und entwickelte Methoden, um die Dynamik der Orte neuronaler Aktivität in EEG und MEG zu lokalisieren. Dazu entwickelt er in seinem Labor spezielle Signalverarbeitungsalgorithmen und statistische Analysemethoden (für state-space point processes, SSPP).
Er erforscht die allgemeinen neuronalen Mechanismen in der Vollnarkose mit dem Ziel einer neurophysiologischen Definition dieses Bewusstseinszustands, bessere Anästhetika und Methoden die Tiefe einer Narkose zu bestimmen. Er zeigte, dass Vollnarkose eher eine Art reversibles Koma ist und keine Form des Schlafs. Die Anästhetika erzeugen dabei hochstrukturierte Oszillationen zwischen Hirnregionen, die im EEG sichtbar sind und die normale Kommunikation zwischen den Hirnregionen unterbrechen. Er untersuchte speziell die Wirkung von Propofol in der Narkose und zeigte, dass dieses zwei Schwingungen erzeugt: starke kohärente Alpha-Oszillationen von 8 bis 10 Hz zwischen Cortex und Thalamus und starke inkohärente langsame Oszillationen in der Cortex mit Perioden unter 1 Hz. Erstere unterbrechen die Kommunikation von Cortex und Thalamus, letztere schränken die Kommunikation innerhalb der Cortex ein. Jedes Anästhetikum hat spezifische EEG-Signaturen und neuronale Schaltkreise, über die es wirkt und es gibt Unterschiede je nach Alter des Patienten und Dosis des Anästhetikums. Die EEG-Signale können wie Brown demonstrierte in Echtzeit vom Anästhesisten zur Analyse des Narkosezustands benutzt werden. Nach Brown kann der narkotisierte Zustand schnell durch Gabe von Methylphenidat (Ritalin) aufgehoben werden oder durch Aktivierung des dopaminergen Systems. Er entwickelte ein neurophysiologisches Modell der Unterdrückung von Bursts (etwa in Vollnarkose, Hypothermie, Koma und künstlichem Koma, verschiedenen angeborenen Hirnfehlern) mit Anwendung zum Beispiel auf die Kontrolle eines künstlichen Komas.

## Ehrungen und Mitgliedschaften
2018 erhielt er den Dickson Prize in Science, er erhielt den Director’s Pioneer Award (2007, als erster Anästhesist, für A Systems Neuroscience Approach to the Study of General Anesthesia) und Director’s Transformative Research Award der NIH, 2011 den Jerome Sacks Award des National Institute of Statistical Science. Er ist Mitglied der National Academy of Sciences (2014), der American Academy of Arts and Sciences (2012), der National Academy of Engineering (2015), Mitglied der American Philosophical Society (2023), Fellow des American Institute of Medical and Biological Engineering, der American Association for the Advancement of Science (2007), Mitglied des Institute of Medicine, Fellow der IEEE (2008), des Institute of Mathematical Statistics und der American Statistical Association. Er war 2015 Guggenheim Fellow und erhielt den American Society of Anesthesiologists Award for Excellence in Research (2015). Für 2022 wurde Brown der Gruber-Preis für Neurowissenschaften zugesprochen. 2025 wurde sie mit der National Medal of Science ausgezeichnet.

## Schriften (Auswahl)
- mit C. A. Czeisler u. a.: Bright light induction of strong (type 0) resetting of the human circadian pacemaker. In: Science. Band 244, 1989, S. 1328–1333. PMID 2734611.
- mit C. A. Czeisler u. a.: Exposure to bright light and darkness to treat physiologic maladaptation to night work. In: The New England Journal of Medicine. Band 322, 1990, S. 1253–1259. PMID 2325721.
- mit C. A. Czeisler: The statistical analysis of circadian phase and amplitude in constant-routine core-temperature data. In: Journal of Biological Rhythms. Band 7, 1992, S. 177–202. PMID 1421473.
- mit L. M. Frank, D. Tang, M. C. Quirk und M. A. Wilson: A statistical paradigm for neural spike train decoding applied to position prediction from ensemble firing patterns of rat hippocampal place cells. In: Journal of Neuroscience. Band 18, 1998, S. 7411–7425. PMID 9736661.
- mit C. A. Czeisler u. a.: Stability, precision, and near-24-hour period of the human circadian pacemaker. In: Science. Band 284, 1999, S. 2177–2181. PMID 10381883
- mit C. A. Czeisler u. a.: A statistical model of the human core-temperature circadian rhythm. In: American Journal of Physiology. Endocrinology and Metabolism. Band 279, 2000, E669–683. PMID 10950837.
- mit D. P: Nguyen, L. M. Frank, M. A. Wilson, V. Solo: An analysis of neural receptive field plasticity by point process adaptive filtering. In: Proceedings of the National Academy of Sciences of the USA. Band 98, 2001, S. 12261–12266. PMID 11593043.
- mit L. M. Frank, U. T. Eden, V. Solo und M. A. Wilson: Contrasting patterns of receptive field plasticity in the hippocampus and the entorhinal cortex: an adaptive filtering approach. In: Journal of Neuroscience. Band 22, 2002, S. 3817–3830. PMID 11978857.
- mit A. C. Smith: Estimating a state-space model from point process observations. In: Neural Computation. Band 15, 2003, S. 965–991. PMID 12803953.
- mit L. M. Frank und G. B. Stanley: Hippocampal plasticity across multiple days of exposure to novel environments. In: Journal of Neuroscience. Band 24, 2004, S. 7681–7689. PMID 15342735.
- mit A. C. Smith, L. M. Frank, S. Wirth, M. Yanike, D. Hu, Y. Kubota, A. M. Graybiel und W. A. Suzuki: Dynamic analysis of learning in behavioral experiments. In: Journal of Neuroscience. Band 24, 2004, S. 447–461. PMID 14724243.
- mit W. Truccolo, U. T. Eden, M. R. Fellows und J. P. Donoghue: A point process framework for relating neural spiking activity to spiking history, neural ensemble, and extrinsic covariate effects. In: Journal of Neurophysiology. Band 93, 2005, S. 1074–1089. PMID 15356183.
- mit R. Lydic und N. D. Schiff: General anesthesia, sleep, and coma. In: New England Journal of Medicine. Band 363, 2010, S. 2638–2650. PMID 21190458.
- mit S. Ching u. a.:  Thalamocortical model for a propofol-induced alpha-rhythm associated with loss of consciousness. In: Proc National Academy of Sciences USA. Band 107, 2010, S. 22665–22670.
- mit P. L. Purdon und C. J. Van Dort: General anesthesia and altered states of arousal: a systems neuroscience analysis. In: Annual Review of Neuroscience. Band 34, 2011, S. 601–628. PMID 21513454.
- mit K. Solt u. a.: Methylphenidate actively induces emergence from general anesthesia. In: Anesthesiology. Band 115, 2011, S. 791–803. PMID 21934407.
- mit A. Cimenser u. a.: racking brain states under general anesthesia by using global coherence analysis. In: Proceedings of the National Academy of Sciences of the USA. Band 108, 2011, S. 8832–8837. PMID 21555565.
- mit L. D. Lewis u. a.: Rapid fragmentation of neuronal networks at the onset of propofol-induced unconsciousness. In: Proceedings of the National Academy of Sciences of the USA. Band 109, 2012, S. 3377–3386. PMID 23129622.
- mit P. L. Purdon u. a.: Electroencephalogram signatures of loss and recovery of consciousness from propofol. In: Proceedings of the National Academy of Sciences of the USA. Band 110, 2012, S. 1142–1151. PMID 23487781.
- mit J. Chemali, S. Ching, P. L. Purdon und K. Solt: Burst suppression probability algorithms: state-space methods for tracking EEG burst suppression. In: Journal of Neural Engineering. Band 10, 2013, S. 056017. PMID 24018288.
- K. J. Pavone, L. Su, L. Gao, E. Eromo, R. Vazquez, J. Rhee, L. E. Hobbs, R. Ibala, G. Demircioglu, P. L. Purdon, E. N. Brown, O. Akeju: Lack of Responsiveness during the Onset and Offset of Sevoflurane Anesthesia Is Associated with Decreased Awake-Alpha Oscillation Power. In: Front. Syst. Neurosci. Band 11, 2017, S. 38. doi:10.3389/fnsys.2017.00038.
- mit Kara Pavone und Marusa Naranjo: Multimodal General Anesthesia: Theory and Practice. In: Anesthesia & Analgesia. Band 127, 2018, S. 1246–1258.
- S. Chamadia, J. C. Pedemonte, E. Y. Hahm et al.: Delta oscillations phase limit neural activity during sevoflurane anesthesia. In: Commun Biol. Band 2, 2019, S. 415. doi:10.1038/s42003-019-0664-3.